# Runcina macfarlandi
Runcina macfarlandi är en snäckart som beskrevs av Terrence M. Gosliner 1991. Runcina macfarlandi ingår i släktet Runcina och familjen Runcinidae. Inga underarter finns listade i Catalogue of Life.